# EHF Champions League 2019-20 - Gruppespil (kvinder)
EHF Champions League 2019-20 - gruppespil begyndte den 6. oktober og slutter den 17. november 2019. I alt 16 hold konkurrerer om 12 pladser i knockout-runden i kvindernes EHF Champions League 2019-20.

## Lodtrækning
Lodtrækningen for gruppespillet fandt sted d. 27. juni 2019.

### Seedning
Seedningslagene bliv offentliggjort d. 24. juni 2019.
| Pot 1                                                         | Pot 2                                                    | Pot 3                                                         | Pot 4                                                                        |
| ------------------------------------------------------------- | -------------------------------------------------------- | ------------------------------------------------------------- | ---------------------------------------------------------------------------- |
| Metz Handball Győri Audi ETO KC SCM Râmnicu Vâlcea Rostov-Don | Team Esbjerg Budućnost Vipers Kristiansand Krim Merkator | Podravka Vegeta SG BBM Bietigheim MKS Perla Lublin IK Sävehof | FTC-Rail Cargo Hungaria CSM Bucuresti Brest Bretagne Handball DHK Baník Most |

## Grupper

### Gruppe A
| Pos | Hold                    | K | V | U | T | M+  | M-  | MF  | P  | Kvalifikation |
| --- | ----------------------- | - | - | - | - | --- | --- | --- | -- | ------------- |
| 1   | Metz Handball           | 6 | 4 | 2 | 0 | 194 | 158 | +36 | 10 | Mellemrunden  |
| 2   | Vipers Kristiansand     | 6 | 3 | 1 | 2 | 178 | 168 | +10 | 7  | Mellemrunden  |
| 3   | FTC-Rail Cargo Hungaria | 6 | 2 | 1 | 3 | 167 | 180 | −13 | 5  | Mellemrunden  |
| 4   | Podravka Vegeta         | 6 | 1 | 0 | 5 | 161 | 194 | −33 | 2  | EHF Cup       |

| 5. oktober 2019 19:15 | Vipers Kristiansand | 31–22   | FTC-Rail Cargo Hungaria | Aquarama Kristiansand, Kristiansand Tilskuere: 1,640 Dommere: Leandersson, Lindroos (FIN) |
| 5. oktober 2019 19:15 | Løke 8              | (16–11) | Háfra 10                | Aquarama Kristiansand, Kristiansand Tilskuere: 1,640 Dommere: Leandersson, Lindroos (FIN) |
| 5. oktober 2019 19:15 | 3× 2×               | Rapport | 5× 2×                   | Aquarama Kristiansand, Kristiansand Tilskuere: 1,640 Dommere: Leandersson, Lindroos (FIN) |

| 6. oktober 2019 17:00 | Metz Handball | 40–26   | Podravka Vegeta    | Palais omnisport Les Arènes, Metz Tilskuere: 3,886 Dommere: Freitas, Carvalho (POR) |
| 6. oktober 2019 17:00 | Burgaard 8    | (24–13) | Stanko, Tsàkalou 5 | Palais omnisport Les Arènes, Metz Tilskuere: 3,886 Dommere: Freitas, Carvalho (POR) |
| 6. oktober 2019 17:00 | 2×            | Rapport | 3×                 | Palais omnisport Les Arènes, Metz Tilskuere: 3,886 Dommere: Freitas, Carvalho (POR) |

| 13. oktober 2019 13:00 | FTC-Rail Cargo Hungaria | 28–34   | Metz Handball | Érd Aréna, Érd Tilskuere: 2,050 Dommere: Opava, Válek (CZE) |
| 13. oktober 2019 13:00 | Klujber 12              | (16–20) | Zaadi 6       | Érd Aréna, Érd Tilskuere: 2,050 Dommere: Opava, Válek (CZE) |
| 13. oktober 2019 13:00 | 6× 2×                   | Rapport | 4× 3× 1×      | Érd Aréna, Érd Tilskuere: 2,050 Dommere: Opava, Válek (CZE) |

| 13. oktober 2019 17:00 | Podravka Vegeta  | 25–24   | Vipers Kristiansand | Gimnazija "Fran Galović", Koprivnica Tilskuere: 2,500 Dommere: Ilieva, Karbeska (MKD) |
| 13. oktober 2019 17:00 | Milosavljević 10 | (14–12) | Aune 6              | Gimnazija "Fran Galović", Koprivnica Tilskuere: 2,500 Dommere: Ilieva, Karbeska (MKD) |
| 13. oktober 2019 17:00 | 4× 3×            | Rapport | 3×                  | Gimnazija "Fran Galović", Koprivnica Tilskuere: 2,500 Dommere: Ilieva, Karbeska (MKD) |

| 19. oktober 2019 15:00 | FTC-Rail Cargo Hungaria | 37–31   | Podravka Vegeta | Érd Aréna, Érd Tilskuere: 1,800 Dommere: Florescu, Stoia (ROU) |
| 19. oktober 2019 15:00 | Klujber 11              | (17–17) | Milosavljević 8 | Érd Aréna, Érd Tilskuere: 1,800 Dommere: Florescu, Stoia (ROU) |
| 19. oktober 2019 15:00 | 4× 2×                   | Rapport | 6× 3× 1×        | Érd Aréna, Érd Tilskuere: 1,800 Dommere: Florescu, Stoia (ROU) |

| 20. oktober 2019 15:00 | Vipers Kristiansand | 38–38   | Metz Handball | Aquarama Kristiansand, Kristiansand Tilskuere: 1,717 Dommere: Antić, Jakovljević (SRB) |
| 20. oktober 2019 15:00 | Arntzen 8           | (17–21) | Zaadi 13      | Aquarama Kristiansand, Kristiansand Tilskuere: 1,717 Dommere: Antić, Jakovljević (SRB) |
| 20. oktober 2019 15:00 | 1× 3×               | Rapport | 4× 2×         | Aquarama Kristiansand, Kristiansand Tilskuere: 1,717 Dommere: Antić, Jakovljević (SRB) |

| 2. november 2019 20:00 | Podravka Vegeta | 26–27   | FTC-Rail Cargo Hungaria | Gimnazija "Fran Galović", Koprivnica Tilskuere: 2,500 Dommere: Mitrović, Kažanegra (MNE) |
| 2. november 2019 20:00 | Milosavljević 9 | (15–14) | tre spillere 5          | Gimnazija "Fran Galović", Koprivnica Tilskuere: 2,500 Dommere: Mitrović, Kažanegra (MNE) |
| 2. november 2019 20:00 | 3×              | Rapport | 6× 1×                   | Gimnazija "Fran Galović", Koprivnica Tilskuere: 2,500 Dommere: Mitrović, Kažanegra (MNE) |

| 3. november 2019 20:45 | Metz Handball | 26–17   | Vipers Kristiansand | Palais omnisport Les Arènes, Metz Tilskuere: 4,066 Dommere: Alpaidze, Berezkina (RUS) |
| 3. november 2019 20:45 | Luciano 7     | (12–10) | Dahl 4              | Palais omnisport Les Arènes, Metz Tilskuere: 4,066 Dommere: Alpaidze, Berezkina (RUS) |
| 3. november 2019 20:45 | 5× 1×         | Rapport | 5× 2×               | Palais omnisport Les Arènes, Metz Tilskuere: 4,066 Dommere: Alpaidze, Berezkina (RUS) |

| 8. november 2019 18:00 | Podravka Vegeta | 25–32   | Metz Handball | Gimnazija "Fran Galović", Koprivnica Tilskuere: 2,150 Dommere: Panayides, Andreou (CYP) |
| 8. november 2019 18:00 | Tsàkalou 8      | (15–15) | Sajka 6       | Gimnazija "Fran Galović", Koprivnica Tilskuere: 2,150 Dommere: Panayides, Andreou (CYP) |
| 8. november 2019 18:00 | 1× 3×           | Rapport | 4× 3×         | Gimnazija "Fran Galović", Koprivnica Tilskuere: 2,150 Dommere: Panayides, Andreou (CYP) |

| 9. november 2019 19:30 | FTC-Rail Cargo Hungaria | 29–34   | Vipers Kristiansand | Érd Aréna, Érd Tilskuere: 2,200 Dommere: Merz, Kuttler (GER) |
| 9. november 2019 19:30 | Klujber 6               | (15–19) | Arntzen 11          | Érd Aréna, Érd Tilskuere: 2,200 Dommere: Merz, Kuttler (GER) |
| 9. november 2019 19:30 | 6× 2×                   | Rapport | 6× 2×               | Érd Aréna, Érd Tilskuere: 2,200 Dommere: Merz, Kuttler (GER) |

| 16. november 2019 19:15 | Vipers Kristiansand | 34–28   | Podravka Vegeta | Aquarama Kristiansand, Kristiansand Tilskuere: 1,660 Dommere: Kijauskaitė, Žalienė (LTU) |
| 16. november 2019 19:15 | Dahl 11             | (20–13) | Tsàkalou 7      | Aquarama Kristiansand, Kristiansand Tilskuere: 1,660 Dommere: Kijauskaitė, Žalienė (LTU) |
| 16. november 2019 19:15 | 3× 1×               | Rapport | 5× 3×           | Aquarama Kristiansand, Kristiansand Tilskuere: 1,660 Dommere: Kijauskaitė, Žalienė (LTU) |

| 16. november 2019 19:30 | Metz Handball | 24–24   | FTC-Rail Cargo Hungaria | Palais omnisport Les Arènes, Metz Tilskuere: 4,200 Dommere: Ilieva, Karbeska (MKD) |
| 16. november 2019 19:30 | Zaadi 6       | (10–14) | Schatzl 7               | Palais omnisport Les Arènes, Metz Tilskuere: 4,200 Dommere: Ilieva, Karbeska (MKD) |
| 16. november 2019 19:30 | 2× 3×         | Rapport | 4×                      | Palais omnisport Les Arènes, Metz Tilskuere: 4,200 Dommere: Ilieva, Karbeska (MKD) |

### Gruppe B
| Pos | Hold             | K | V | U | T | M+  | M-  | MF  | P | Kvalifikation |
| --- | ---------------- | - | - | - | - | --- | --- | --- | - | ------------- |
| 1   | Rostov-Don       | 6 | 4 | 1 | 1 | 167 | 143 | +24 | 9 | Mellemrunden  |
| 2   | Team Esbjerg     | 6 | 4 | 0 | 2 | 167 | 149 | +18 | 8 | Mellemrunden  |
| 3   | CSM Bucuresti    | 6 | 3 | 1 | 2 | 153 | 131 | +22 | 7 | Mellemrunden  |
| 4   | MKS Perła Lublin | 6 | 0 | 0 | 6 | 123 | 187 | −64 | 0 | EHF Cup       |

| 5. oktober 2019 15:00 | Rostov-Don   | 31–21   | MKS Perla Lublin    | Sportspaladset, Rostov-on-Don Tilskuere: 3,428 Dommere: Mitrović, Kažanegra (MNE) |
| 5. oktober 2019 15:00 | Managarova 6 | (21–11) | Kochaniak, Łabuda 4 | Sportspaladset, Rostov-on-Don Tilskuere: 3,428 Dommere: Mitrović, Kažanegra (MNE) |
| 5. oktober 2019 15:00 | 3× 1×        | Rapport | 2×                  | Sportspaladset, Rostov-on-Don Tilskuere: 3,428 Dommere: Mitrović, Kažanegra (MNE) |

| 6. oktober 2019 16:50 | Team Esbjerg | 22–24   | CSM Bucuresti | Blue Water Dokken, Esbjerg Tilskuere: 1,910 Dommere: Mandák, Rudinský (SVK) |
| 6. oktober 2019 16:50 | Polman 6     | (8–13)  | Lekić 5       | Blue Water Dokken, Esbjerg Tilskuere: 1,910 Dommere: Mandák, Rudinský (SVK) |
| 6. oktober 2019 16:50 | 3× 2×        | Rapport | 6× 3×         | Blue Water Dokken, Esbjerg Tilskuere: 1,910 Dommere: Mandák, Rudinský (SVK) |

| 11. oktober 2019 18:30 | CSM Bucuresti | 23–23   | Rostov-Don    | Sala Polivalentă, Bukarest Tilskuere: 4,572 Dommere: Jurinović, Mrvica (CRO) |
| 11. oktober 2019 18:30 | Lekić 8       | (13–14) | Vyakhireva 12 | Sala Polivalentă, Bukarest Tilskuere: 4,572 Dommere: Jurinović, Mrvica (CRO) |
| 11. oktober 2019 18:30 | 3×            | Rapport | 3× 2×         | Sala Polivalentă, Bukarest Tilskuere: 4,572 Dommere: Jurinović, Mrvica (CRO) |

| 12. oktober 2019 18:00 | MKS Perla Lublin | 22–28   | Team Esbjerg | Globus Hall, Lublin Tilskuere: 2,614 Dommere: Lončar, Lončar (CRO) |
| 12. oktober 2019 18:00 | Achruk 5         | (15–12) | Frey 8       | Globus Hall, Lublin Tilskuere: 2,614 Dommere: Lončar, Lončar (CRO) |
| 12. oktober 2019 18:00 | 2× 1×            | Report  | 4× 2×        | Globus Hall, Lublin Tilskuere: 2,614 Dommere: Lončar, Lončar (CRO) |

| 19. oktober 2019 14:30 | Team Esbjerg | 31–26   | Rostov-Don            | Blue Water Dokken, Esbjerg Tilskuere: 2,132 Dommere: Bonaventura, Bonaventura (FRA) |
| 19. oktober 2019 14:30 | Polman 8     | (16–11) | Makeeva, Managarova 5 | Blue Water Dokken, Esbjerg Tilskuere: 2,132 Dommere: Bonaventura, Bonaventura (FRA) |
| 19. oktober 2019 14:30 | 2× 1×        | Rapport | 5× 3×                 | Blue Water Dokken, Esbjerg Tilskuere: 2,132 Dommere: Bonaventura, Bonaventura (FRA) |

| 19. oktober 2019 17:00 | CSM Bucuresti | 35–19   | MKS Perla Lublin | Sala Polivalentă, Bukarest Tilskuere: 4,500 Dommere: Praštalo, Balvan (BIH) |
| 19. oktober 2019 17:00 | Pintea 6      | (16–10) | Blažević 4       | Sala Polivalentă, Bukarest Tilskuere: 4,500 Dommere: Praštalo, Balvan (BIH) |
| 19. oktober 2019 17:00 | 2×            | Rapport | 2×               | Sala Polivalentă, Bukarest Tilskuere: 4,500 Dommere: Praštalo, Balvan (BIH) |

| 2. november 2019 14:00 | Rostov-Don   | 34–26   | Team Esbjerg            | Sportspaladset, Rostov-on-Don Tilskuere: 3,337 Dommere: Horváth, Marton (HUN) |
| 2. november 2019 14:00 | Managarova 6 | (16–13) | Frey, Solberg-Isaksen 7 | Sportspaladset, Rostov-on-Don Tilskuere: 3,337 Dommere: Horváth, Marton (HUN) |
| 2. november 2019 14:00 | 7× 2×        | Rapport | 3× 2×                   | Sportspaladset, Rostov-on-Don Tilskuere: 3,337 Dommere: Horváth, Marton (HUN) |

| 3. november 2019 18:00 | MKS Perla Lublin | 19–28         | CSM Bucuresti | Globus Hall, Lublin Tilskuere: 2,300 Dommere: Kijauskaitė, Žalienė (LTU) |
| 3. november 2019 18:00 | Gęga 6           | (10–17)       | Pintea 7      | Globus Hall, Lublin Tilskuere: 2,300 Dommere: Kijauskaitė, Žalienė (LTU) |
| 3. november 2019 18:00 | 1×               | RepRapportort | 3×            | Globus Hall, Lublin Tilskuere: 2,300 Dommere: Kijauskaitė, Žalienė (LTU) |

| 9. november 2019 18:30 | MKS Perla Lublin       | 20–30   | Rostov-Don | Globus Hall, Lublin Tilskuere: 1,750 Dommere: Christidi, Papamattheou (GRE) |
| 9. november 2019 18:30 | Blažević, Matuszczyk 4 | (12–20) | Sudakova 6 | Globus Hall, Lublin Tilskuere: 1,750 Dommere: Christidi, Papamattheou (GRE) |
| 9. november 2019 18:30 | 2× 3×                  | Rapport | 4× 2×      | Globus Hall, Lublin Tilskuere: 1,750 Dommere: Christidi, Papamattheou (GRE) |

| 10. november 2019 13:30 | CSM Bucuresti | 21–25   | Team Esbjerg | Sala Polivalentă, Bukarest Tilskuere: 4,800 Dommere: Bennani, Bennani (SWE) |
| 10. november 2019 13:30 | Omoregie 5    | (12–13) | Breistøl 7   | Sala Polivalentă, Bukarest Tilskuere: 4,800 Dommere: Bennani, Bennani (SWE) |
| 10. november 2019 13:30 | 2× 3×         | Rapport | 4× 2×        | Sala Polivalentă, Bukarest Tilskuere: 4,800 Dommere: Bennani, Bennani (SWE) |

| 16. november 2019 13:00 | Rostov-Don   | 23–22   | CSM Bucuresti | Sportspaladset, Rostov-on-Don Tilskuere: 3,500 Dommere: Lah, Sok (SLO) |
| 16. november 2019 13:00 | Vyakhireva 5 | (14–7)  | Neagu 8       | Sportspaladset, Rostov-on-Don Tilskuere: 3,500 Dommere: Lah, Sok (SLO) |
| 16. november 2019 13:00 | 5× 2×        | Rapport | 3× 1×         | Sportspaladset, Rostov-on-Don Tilskuere: 3,500 Dommere: Lah, Sok (SLO) |

| 17. november 2019 15:10 | Team Esbjerg           | 35–22   | MKS Perla Lublin | Blue Water Dokken, Esbjerg Tilskuere: 1,760 Dommere: Freitas, Carvalho (POR) |
| 17. november 2019 15:10 | Breistøl, Danielsson 6 | (20–9)  | Achruk 4         | Blue Water Dokken, Esbjerg Tilskuere: 1,760 Dommere: Freitas, Carvalho (POR) |
| 17. november 2019 15:10 | 3×                     | Rapport | 1×               | Blue Water Dokken, Esbjerg Tilskuere: 1,760 Dommere: Freitas, Carvalho (POR) |

### Gruppe C
| Pos | Hold                    | K | V | U | T | M+  | M-  | MF  | P  | Kvalifikation |
| --- | ----------------------- | - | - | - | - | --- | --- | --- | -- | ------------- |
| 1   | Brest Bretagne Handball | 6 | 6 | 0 | 0 | 201 | 169 | +32 | 12 | Mellemrunden  |
| 2   | Budućnost               | 6 | 4 | 0 | 2 | 168 | 157 | +11 | 8  | Mellemrunden  |
| 3   | SCM Râmnicu Vâlcea      | 6 | 1 | 0 | 5 | 148 | 165 | −17 | 2  | Mellemrunden  |
| 4   | SG BBM Bietigheim       | 6 | 1 | 0 | 5 | 171 | 197 | −26 | 2  | EHF Cup       |

1. 1 2  SCM Râmnicu Vâlcea 65–58 SG BBM Bietigheim

| 4. oktober 2019 17:30 | SCM Râmnicu Vâlcea | 34–27   | SG BBM Bietigheim | Traian Sports Hall, Râmnicu Vâlcea Tilskuere: 2,200 Dommere: Antić, Jakovljević (SRB) |
| 4. oktober 2019 17:30 | Nørgaard 7         | (20–18) | Van der Heijden 8 | Traian Sports Hall, Râmnicu Vâlcea Tilskuere: 2,200 Dommere: Antić, Jakovljević (SRB) |
| 4. oktober 2019 17:30 | 3× 1×              | Rapport | 2×                | Traian Sports Hall, Râmnicu Vâlcea Tilskuere: 2,200 Dommere: Antić, Jakovljević (SRB) |

| 5. oktober 2019 19:00 | Budućnost  | 32–35   | Brest Bretagne Handball | Morača Sports Center, Podgorica Tilskuere: 2,300 Dommere: Lah, Sok (SVN) |
| 5. oktober 2019 19:00 | Jauković 8 | (17–16) | Coatanea, Gros 7        | Morača Sports Center, Podgorica Tilskuere: 2,300 Dommere: Lah, Sok (SVN) |
| 5. oktober 2019 19:00 | 3× 1×      | Rapport | 4× 2×                   | Morača Sports Center, Podgorica Tilskuere: 2,300 Dommere: Lah, Sok (SVN) |

| 12. oktober 2019 19:00 | Brest Bretagne Handball | 37–24   | SCM Râmnicu Vâlcea | Brest Arena, Brest Tilskuere: 3,473 Dommere: Alpaidze, Berezkina (RUS) |
| 12. oktober 2019 19:00 | Niakaté, Pop-Lazić 6    | (22–9)  | Nørgaard 9         | Brest Arena, Brest Tilskuere: 3,473 Dommere: Alpaidze, Berezkina (RUS) |
| 12. oktober 2019 19:00 | 4×                      | Rapport | 3× 1×              | Brest Arena, Brest Tilskuere: 3,473 Dommere: Alpaidze, Berezkina (RUS) |

| 13. oktober 2019 17:00 | SG BBM Bietigheim | 23–30   | Budućnost              | Arena Ludwigsburg, Ludwigsburg Tilskuere: 1,137 Dommere: Marín, García (ESP) |
| 13. oktober 2019 17:00 | tre spillere 5    | (12–14) | Jauković, Mehmedović 7 | Arena Ludwigsburg, Ludwigsburg Tilskuere: 1,137 Dommere: Marín, García (ESP) |
| 13. oktober 2019 17:00 | 2×                | Rapport | 5× 1×                  | Arena Ludwigsburg, Ludwigsburg Tilskuere: 1,137 Dommere: Marín, García (ESP) |

| 19. oktober 2019 15:15 | SG BBM Bietigheim                 | 32–35   | Brest Bretagne Handball | Arena Ludwigsburg, Ludwigsburg Tilskuere: 2,030 Dommere: Panayides, Andreou (CYP) |
| 19. oktober 2019 15:15 | Naidzinavicius, van der Heijden 6 | (18–17) | Pop-Lazić 7             | Arena Ludwigsburg, Ludwigsburg Tilskuere: 2,030 Dommere: Panayides, Andreou (CYP) |
| 19. oktober 2019 15:15 | 2× 3×                             | Rapport | 1× 2×                   | Arena Ludwigsburg, Ludwigsburg Tilskuere: 2,030 Dommere: Panayides, Andreou (CYP) |

| 19. oktober 2019 19:00 | Budućnost    | 23–19   | SCM Râmnicu Vâlcea | Morača Sports Center, Podgorica Tilskuere: 2,450 Dommere: Christiansen, Hansen (DEN) |
| 19. oktober 2019 19:00 | Radičević 13 | (13–10) | Nørgaard 4         | Morača Sports Center, Podgorica Tilskuere: 2,450 Dommere: Christiansen, Hansen (DEN) |
| 19. oktober 2019 19:00 | 5× 1×        | Rapport | 1× 2× 1×           | Morača Sports Center, Podgorica Tilskuere: 2,450 Dommere: Christiansen, Hansen (DEN) |

| 1. november 2019 17:30 | SCM Râmnicu Vâlcea | 20–21   | Budućnost   | Traian Sports Hall, Râmnicu Vâlcea Tilskuere: 2,239 Dommere: Sa, Sa (POR) |
| 1. november 2019 17:30 | Glibko, Vieira 6   | (10–13) | Radičević 8 | Traian Sports Hall, Râmnicu Vâlcea Tilskuere: 2,239 Dommere: Sa, Sa (POR) |
| 1. november 2019 17:30 | 4× 3×              | Rapport | 3×          | Traian Sports Hall, Râmnicu Vâlcea Tilskuere: 2,239 Dommere: Sa, Sa (POR) |

| 2. november 2019 15:00 | Brest Bretagne Handball | 36–30   | SG BBM Bietigheim | Brest Arena, Brest Tilskuere: 3,754 Dommere: Covalciuc, Covalciuc (MDA) |
| 2. november 2019 15:00 | Gros 13                 | (18–15) | Naidzinavicius 7  | Brest Arena, Brest Tilskuere: 3,754 Dommere: Covalciuc, Covalciuc (MDA) |
| 2. november 2019 15:00 | 3× 2×                   | Rapport | 3× 1×             | Brest Arena, Brest Tilskuere: 3,754 Dommere: Covalciuc, Covalciuc (MDA) |

| 10. november 2019 15:00 | Brest Bretagne Handball | 32–28   | Budućnost    | Brest Arena, Brest Tilskuere: 4,159 Dommere: Erdoğan, Özdeniz (TUR) |
| 10. november 2019 15:00 | Gros, Minevskaja 6      | (14–15) | Radičević 10 | Brest Arena, Brest Tilskuere: 4,159 Dommere: Erdoğan, Özdeniz (TUR) |
| 10. november 2019 15:00 | 2×                      | Rapport | 6× 2× 1×     | Brest Arena, Brest Tilskuere: 4,159 Dommere: Erdoğan, Özdeniz (TUR) |

| 10. november 2019 18:00 | SG BBM Bietigheim | 31–28   | SCM Râmnicu Vâlcea | Arena Ludwigsburg, Ludwigsburg Tilskuere: 2,053 Dommere: Leszczyński, Piechota (POL) |
| 10. november 2019 18:00 | Malestein 7       | (13–14) | Nørgaard 7         | Arena Ludwigsburg, Ludwigsburg Tilskuere: 2,053 Dommere: Leszczyński, Piechota (POL) |
| 10. november 2019 18:00 | 3× 2×             | Rapport | 4× 2×              | Arena Ludwigsburg, Ludwigsburg Tilskuere: 2,053 Dommere: Leszczyński, Piechota (POL) |

| 16. november 2019 17:00 | SCM Râmnicu Vâlcea | 23–26   | Brest Bretagne Handball | Traian Sports Hall, Râmnicu Vâlcea Tilskuere: 2,000 Dommere: Marín, García (ESP) |
| 16. november 2019 17:00 | Glibko, González 5 | (13–14) | Coatanea, Pop-Lazić 5   | Traian Sports Hall, Râmnicu Vâlcea Tilskuere: 2,000 Dommere: Marín, García (ESP) |
| 16. november 2019 17:00 | 5× 2×              | Rapport | 4× 1×                   | Traian Sports Hall, Râmnicu Vâlcea Tilskuere: 2,000 Dommere: Marín, García (ESP) |

| 16. november 2019 19:00 | Budućnost   | 34–28   | SG BBM Bietigheim | Morača Sports Center, Podgorica Tilskuere: 2,130 Dommere: Opava, Válek (CZE) |
| 16. november 2019 19:00 | Radičević 8 | (18–14) | Naidzinavicius 6  | Morača Sports Center, Podgorica Tilskuere: 2,130 Dommere: Opava, Válek (CZE) |
| 16. november 2019 19:00 | 2× 3×       | Rapport | 2× 3×             | Morača Sports Center, Podgorica Tilskuere: 2,130 Dommere: Opava, Válek (CZE) |

### Gruppe D
| Pos | Hold              | K | V | U | T | M+  | M-  | MF  | P  | Kvalifikation |
| --- | ----------------- | - | - | - | - | --- | --- | --- | -- | ------------- |
| 1   | Győri Audi ETO KC | 6 | 6 | 0 | 0 | 216 | 147 | +69 | 12 | Mellemrunden  |
| 2   | IK Sävehof        | 6 | 2 | 1 | 3 | 148 | 166 | −18 | 5  | Mellemrunden  |
| 3   | Krim Mercator     | 6 | 2 | 0 | 4 | 158 | 170 | −12 | 4  | Mellemrunden  |
| 4   | DHK Baník Most    | 6 | 1 | 1 | 4 | 151 | 190 | −39 | 3  | EHF Cup       |

| 6. oktober 2019 17:00 | Győri Audi ETO KC | 35–23   | IK Sävehof            | Audi Aréna, Győr Dommere: Hatipoğlu, Şimşek (TUR) |
| 6. oktober 2019 17:00 | tre spillere 5    | (17–11) | Forsberg, Mortensen 5 | Audi Aréna, Győr Dommere: Hatipoğlu, Şimşek (TUR) |
| 6. oktober 2019 17:00 | 1× 2×             | Rapport | 4× 2×                 | Audi Aréna, Győr Dommere: Hatipoğlu, Şimşek (TUR) |

| 6. oktober 2019 17:00 | Krim Mercator | 29–31   | DHK Baník Most | Kodeljevo Hall, Ljubljana Tilskuere: 900 Dommere: Năstase, Stancu (ROU) |
| 6. oktober 2019 17:00 | Varagić 12    | (14–13) | Zachová 6      | Kodeljevo Hall, Ljubljana Tilskuere: 900 Dommere: Năstase, Stancu (ROU) |
| 6. oktober 2019 17:00 | 5× 2×         | Rapport | 3× 2×          | Kodeljevo Hall, Ljubljana Tilskuere: 900 Dommere: Năstase, Stancu (ROU) |

| 13. oktober 2019 15:00 | IK Sävehof     | 21–25   | Krim Mercator | Partille Arena, Partille Tilskuere: 615 Dommere: Pandžić, Mošorinski (SRB) |
| 13. oktober 2019 15:00 | tre spillere 4 | (10–13) | Zulić 5       | Partille Arena, Partille Tilskuere: 615 Dommere: Pandžić, Mošorinski (SRB) |
| 13. oktober 2019 15:00 | 4× 3×          | Rapport | 3× 2×         | Partille Arena, Partille Tilskuere: 615 Dommere: Pandžić, Mošorinski (SRB) |

| 13. oktober 2019 19:00 | DHK Baník Most | 21–46   | Győri Audi ETO KC | Rocknet aréna, Chomutov Tilskuere: 2,784 Dommere: Lidacka, Lesiak (POL) |
| 13. oktober 2019 19:00 | Zachová 5      | (13–23) | Oftedal 9         | Rocknet aréna, Chomutov Tilskuere: 2,784 Dommere: Lidacka, Lesiak (POL) |
| 13. oktober 2019 19:00 | 1×             | Rapport | 1×                | Rocknet aréna, Chomutov Tilskuere: 2,784 Dommere: Lidacka, Lesiak (POL) |

| 19. oktober 2019 19:30 | Krim Mercator    | 21–33   | Győri Audi ETO KC | Kodeljevo Hall, Ljubljana Tilskuere: 1,500 Dommere: Christidi, Papamattheou (GRE) |
| 19. oktober 2019 19:30 | Varagić, Zulić 5 | (9–13)  | Amorim 7          | Kodeljevo Hall, Ljubljana Tilskuere: 1,500 Dommere: Christidi, Papamattheou (GRE) |
| 19. oktober 2019 19:30 | 3× 4×            | Rapport | 2× 3×             | Kodeljevo Hall, Ljubljana Tilskuere: 1,500 Dommere: Christidi, Papamattheou (GRE) |

| 20. oktober 2019 19:00 | DHK Baník Most | 25–25   | IK Sävehof | Rocknet aréna, Chomutov Tilskuere: 1,402 Dommere: Merz, Kuttler (GER) |
| 20. oktober 2019 19:00 | Šustková 7     | (17–13) | Forsberg 7 | Rocknet aréna, Chomutov Tilskuere: 1,402 Dommere: Merz, Kuttler (GER) |
| 20. oktober 2019 19:00 | 3× 1×          | Rapport | 4× 2×      | Rocknet aréna, Chomutov Tilskuere: 1,402 Dommere: Merz, Kuttler (GER) |

| 2. november 2019 13:30 | IK Sävehof | 24–19   | DHK Baník Most | Partille Arena, Partille Tilskuere: 823 Dommere: Ershov, Pavliukov (RUS) |
| 2. november 2019 13:30 | Forsberg 6 | (12–8)  | Zachová 6      | Partille Arena, Partille Tilskuere: 823 Dommere: Ershov, Pavliukov (RUS) |
| 2. november 2019 13:30 | 2×         | Rapport | 5× 2×          | Partille Arena, Partille Tilskuere: 823 Dommere: Ershov, Pavliukov (RUS) |

| 2. november 2019 17:00 | Győri Audi ETO KC | 31–26   | Krim Mercator | Audi Aréna, Győr Tilskuere: 5,250 Dommere: Lončar, Lončar (CRO) |
| 2. november 2019 17:00 | Oftedal 7         | (13–13) | Varagić 5     | Audi Aréna, Győr Tilskuere: 5,250 Dommere: Lončar, Lončar (CRO) |
| 2. november 2019 17:00 | 1× 2×             | Rapport | 5×            | Audi Aréna, Győr Tilskuere: 5,250 Dommere: Lončar, Lončar (CRO) |

| 9. november 2019 13:30 | IK Sävehof | 27–36   | Győri Audi ETO KC | Partille Arena, Partille Tilskuere: 1,592 Dommere: Năstase, Stancu (ROU) |
| 9. november 2019 13:30 | Lundbäck 8 | (12–19) | Oftedal 7         | Partille Arena, Partille Tilskuere: 1,592 Dommere: Năstase, Stancu (ROU) |
| 9. november 2019 13:30 | 2× 1×      | Rapport | 2× 3×             | Partille Arena, Partille Tilskuere: 1,592 Dommere: Năstase, Stancu (ROU) |

| 10. november 2019 19:00 | DHK Baník Most | 26–31   | Krim Mercator | Rocknet aréna, Chomutov Tilskuere: 1,500 Dommere: Christiansen, Hansen (DEN) |
| 10. november 2019 19:00 | Zachová 8      | (12–14) | Zulić 10      | Rocknet aréna, Chomutov Tilskuere: 1,500 Dommere: Christiansen, Hansen (DEN) |
| 10. november 2019 19:00 | 6× 2×          | Rapport | 3× 1×         | Rocknet aréna, Chomutov Tilskuere: 1,500 Dommere: Christiansen, Hansen (DEN) |

| 17. november 2019 17:00 | Győri Audi ETO KC | 35–29   | DHK Baník Most      | Audi Aréna, Győr Tilskuere: 5,179 Dommere: Praštalo, Balvan (BIH) |
| 17. november 2019 17:00 | Nze Minko 8       | (22–18) | Maňáková, Zachová 4 | Audi Aréna, Győr Tilskuere: 5,179 Dommere: Praštalo, Balvan (BIH) |
| 17. november 2019 17:00 | 1× 2×             | Rapport | 1×                  | Audi Aréna, Győr Tilskuere: 5,179 Dommere: Praštalo, Balvan (BIH) |

| 17. november 2019 17:00 | Krim Mercator | 26–28   | IK Sävehof       | Kodeljevo Hall, Ljubljana Tilskuere: 1,152 Dommere: Bounouara, Sami (FRA) |
| 17. november 2019 17:00 | Barič 9       | (12–14) | Dano, Lundbäck 5 | Kodeljevo Hall, Ljubljana Tilskuere: 1,152 Dommere: Bounouara, Sami (FRA) |
| 17. november 2019 17:00 | 2×            | Rapport | 6× 2×            | Kodeljevo Hall, Ljubljana Tilskuere: 1,152 Dommere: Bounouara, Sami (FRA) |